# Hamadryas daphnis
Hamadryas daphnis är en fjärilsart som beskrevs av Otto Staudinger 1886. Hamadryas daphnis ingår i släktet Hamadryas och familjen praktfjärilar. Inga underarter finns listade i Catalogue of Life.